# Commissione bulgara per i toponimi antartici

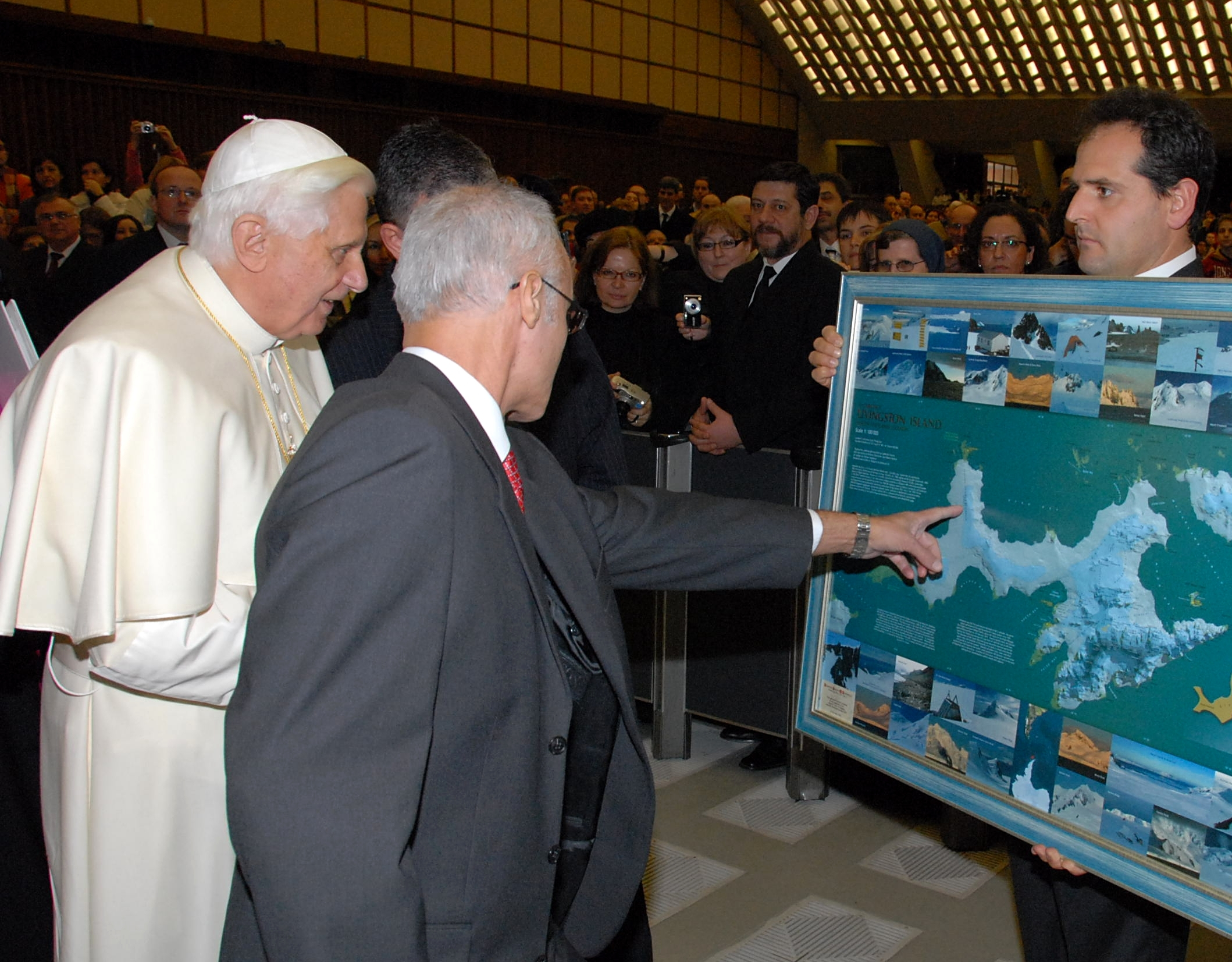
Presentazione a papa Benedetto XVI della mappa bulgara dell'Isola Livingston nel 2005.

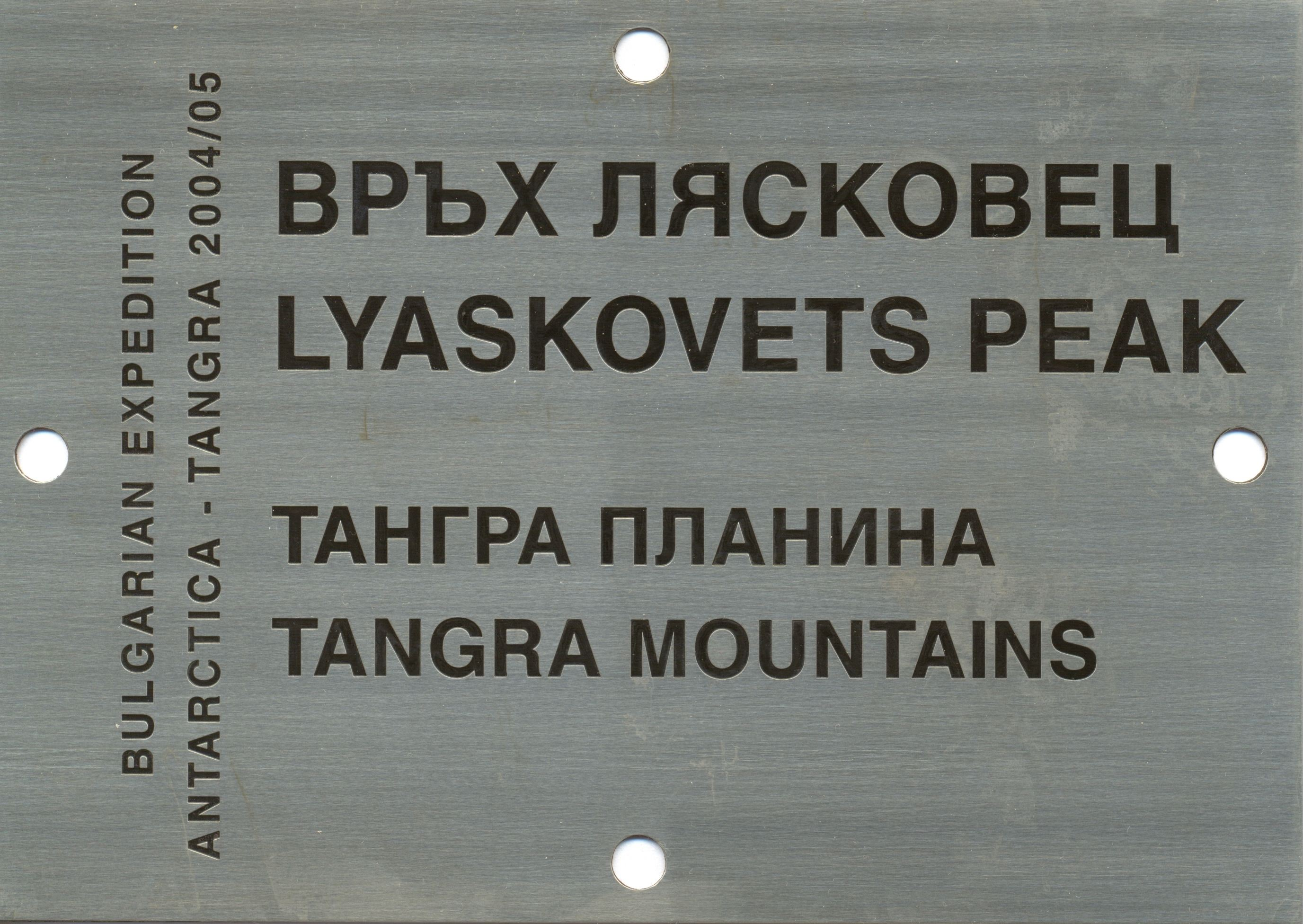
Marcatore topografico approvato dalla Commissione.

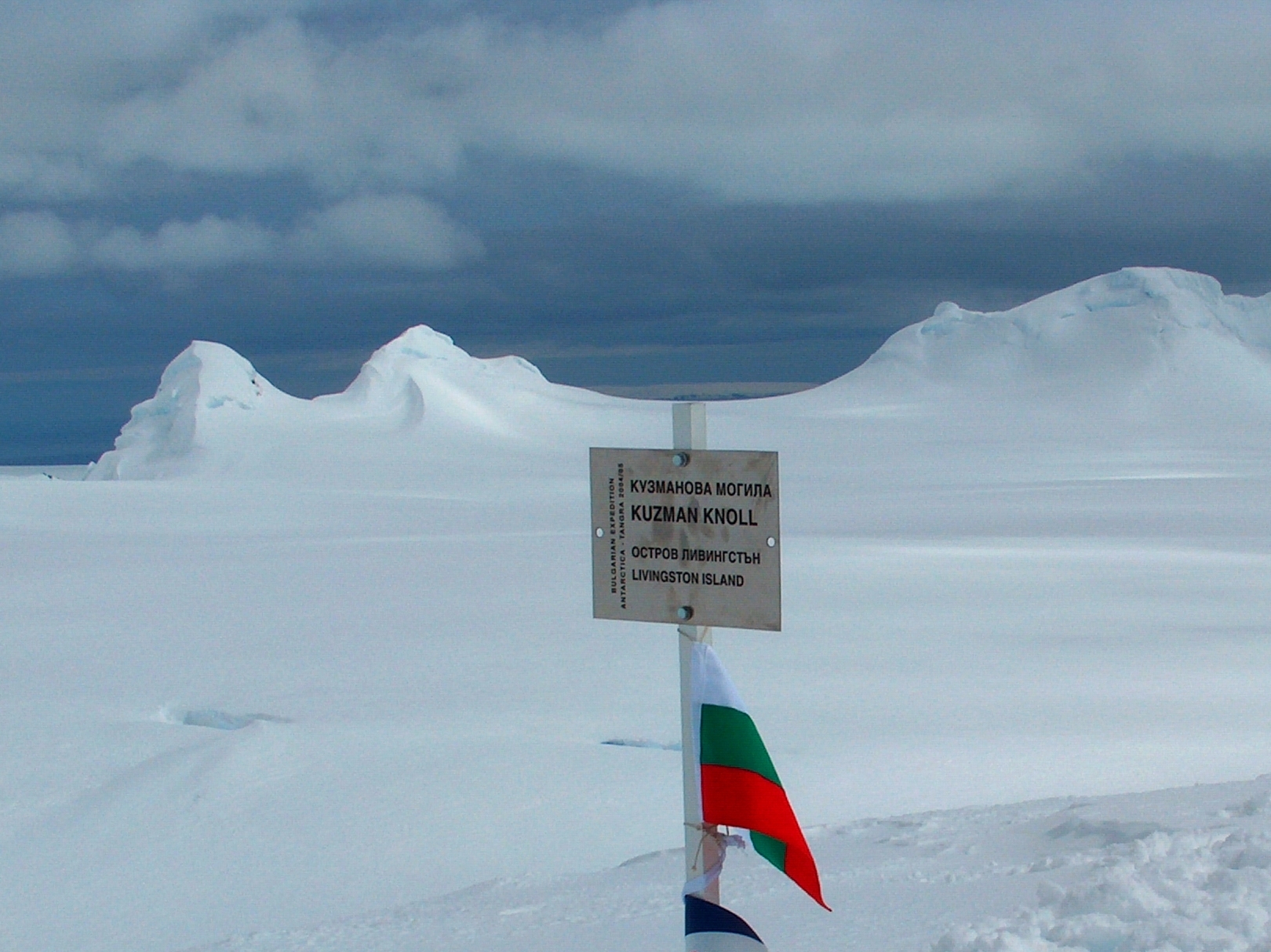
Lavoro sul terreno per la Commissione.

La Commissione bulgara per i toponimi antartici è stata creata dall'Istituto antartico bulgaro nel 1994 e, dal 2001, è un'istituzione affiliata al Ministero degli affari esterni della Bulgaria. La Commissione approva nomi bulgari per le località geografiche dell'Antartide, tali nomi sono formalmente dati dal Presidente della Repubblica secondo la Costituzione Bulgara e la pratica internazionale stabilita.

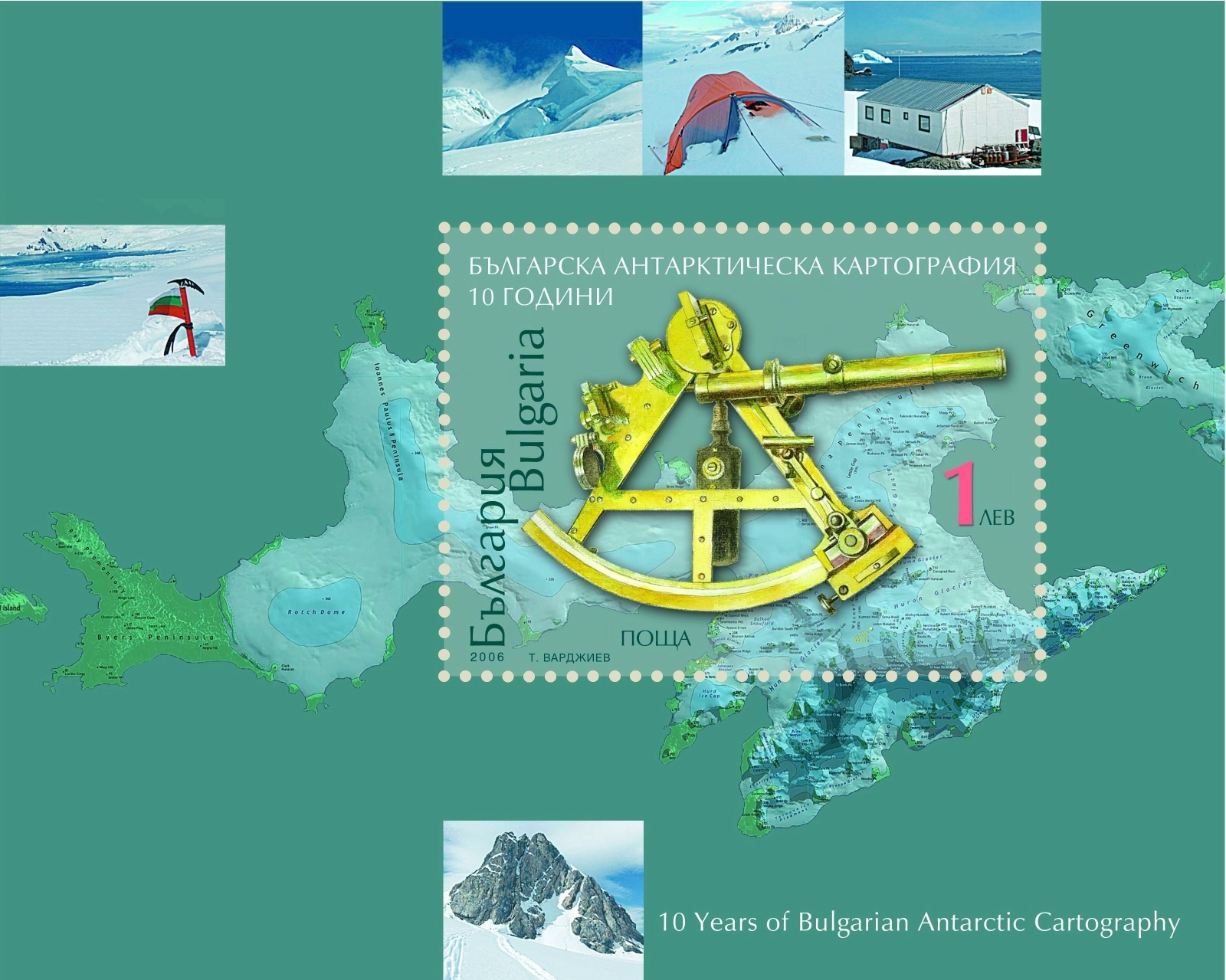
Un francobollo che commemora il decimo anniversario della cartografia antartica bulgara al servizio della Commissione.

I nomi geografici nell'Antartide riflettono la storia dell'esplorazione antartica. Le nazioni impegnate nella ricerca antartica danno nuovi nomi ad entità geografiche anonime per scopi di orientamento, logistici e di cooperazione scientifica internazionale. Ci sono quasi 18.000 toponimi antartici diversi, tra cui oltre un migliaio di questi dati dalla Bulgaria. Poiché la Base San Clemente di Ocrida, una base antartica bulgara è situata alle Isole Shetland Meridionali, la maggior parte dei nomi geografici bulgari è concentrata in questa regione.
Nel 1995 la Commissione ha sviluppato le sue direttive toponimiche che, in particolare, introducevano il sistema diretto per la romanizzazione della lingua bulgara che sarà più tardi adottato per l'impiego ufficiale in Bulgaria, e finalmente codificato dalla legge bulgara della traslitterazione del 2009.
Il lavoro della Commissione riceve appoggio dall'informazione geografica e dalla cartografia, materie che studiano le misurazioni topografiche effettuate in Antartide, come l'indagine del 1995/96 sull'Isola Livingston e la spedizione topografica Tanga del 2004/05. La Commissione ha pubblicato la prima carta topografica bulgara dell'Isola Livingston e dell'Isola Greenwich nel 2005.
La Commissione bulgara per i toponimi antartici coopera con altre autorità nazionali per nomi geografici antartici e con il Comitato scientifico per la ricerca in Antartide (SCAR). L'elenco dettagliato dei toponimi antartici bulgari è pubblicato regolarmente nel sito web della Commissione, ed anche nell'indice dei nomi geografici antartici stilato dallo SCAR.

## Mappe pubblicate dalla Commissione
- (BG)  L.L. Ivanov, Base San Clemente di Ocrida, Isola Livingston, carta topografica in scala 1:1000, Progetto della Commissione Bulgara per i Toponimi Antartici, sostenuto dal Club Atlantico della Bulgaria e dall'Istituto Antartico Bulgaro, Sofia, 1996 (La prima carta topografica antartica bulgara)
- (EN)  L.L. Ivanov et al, Antarctica: Livingston Island, South Shetland Islands (from English Strait to Morton Strait, with illustrations and ice-cover distribution), 1:100000 scale topographic map, Antarctic Place-names Commission of Bulgaria, Sofia, 2005
- (BG)  L.L. Ivanov. Antarctica: Livingston Island and Greenwich, Robert, Snow and Smith Islands. Scale 1:120000 topographic map. Troyan: Manfred Wörner Foundation, 2009.  (in Bulgarian) ISBN 978-954-92032-4-0
- (EN)  L.L. Ivanov. Antarctica: Livingston Island and Greenwich, Robert, Snow and Smith Islands. Scale 1:120000 topographic map.  Troyan: Manfred Wörner Foundation, 2009.  ISBN 978-954-92032-6-4